# Erik Fosnes Hansen
Erik Fosnes Hansen (født 6. juni 1965 i New York) er en norsk forfatter.

## Liv og værk
Fosnes Hansen voksede op på Grorud i Oslo og gik på Rudolf Steiner-skole i Oslo. I 1985 debuterede han, 20 år gammel, med romanen Falketårnet, som fik meget gode kritik, og blev oversat til flere sprog.
Han fik sit gennembrud hos det store publikum, og er måske mest kendt for, sin anden roman, Salme ved reisens slutt (1990), som handler om de (fiktive) livsforløb for de musikere, som sejlede med Titanic, og som skal have spillet underholdningsmusik og salmer mens skibet sank. Denne bog blev en stor kritiker- og salgssucces i et utal af lande, og er oversat til over 30 sprog. Sammen med Peter Høegs og Jostein Gaarders bøger, udgjorde denne roman den tredje del af den markante begyndelse på den nordiske renæssance i det internationale litterære liv i 1990-erne.
Otte år senere (1998) kom Beretninger om beskyttelse, del 1, som i norsk og europæisk presse igen udløste superlativer blandt kritikerne. I lighed med Salme ved reisens slutt blev den nomineret til International IMPAC Dublin Literary Award, og desuden shortlistet til EUs store litteraturpris, Aristeion-prisen. På bogens smudsomslag blev opfølgeren lovet allerede året efter. Den lod imidlertid vente på sig. I et interview med NRK i forbindelse med lanceringen af Løvekvinnen i oktober 2006, sagde Fosnes Hansen, at han havde store dele af opfølgeren klar, men at han ikke havde magtet at fuldføre selve skriveprocessen, fordi løftet om en efterfølger havde virket hæmmende. Han udelukkede imidlertid ikke, at han i fremtiden ville skrive et bind 2.
Løvekvinnen, som handler om en pige med et meget stigmatiserende udseende, udkom på norsk i 2006 til begejstring blandt de fleste anmeldere. Ikke mindst blev forfatteren rost for sin psykologiske indsigt. Den er oversat til en lang række sprog. I januar 2011 udkom den på det prestigetunge franske forlag Gallimard, og fik kritikerne i aviser som Le Figaro og Le Monde til at hente lovordene frem.
Fosnes Hansen var i mange år litteraturanmelder og artikelskribent i Aftenposten, og er aktiv som spalteskriver og essayist i aviser og magasiner i ind- og udland. På bestilling skrev han også portrætbogen Underveis, om prinsesse Märtha Louise i 2002. Fra efterår 2010 er Fosnes Hansen sammen med André Blomberg-Nygård restaurantanmelder i VG. De to anmeldere har gjort sig bemærket ved at imødekomme branchens mangeårige ønske om anmeldelser under fuldt navn, og ved at knæsætte en mere defineret genreforståelse, sådan at ikke udelukkende restauranter i det øvre kulinariske faglige segment skal kunne få gode bedømmelser.
Han deltager fra tid til anden også i radiospørgelegen 20 spørsmål på NRK P1.
Falketårnet dannede også grundlag for libretto til komponisten Gisle Kverndokks første opera.
Fosnes Hansen er medlem af Det Norske Akademi for Sprog og Litteratur, og fra høsten 2009 medlem af Norsk Kulturråd, hvor han er leder for Faglig Udvalg for Litteratur, og har ansvar for bl.a. indkøbsordningerne for litteratur.
Fosnes Hansen har også indlæst tre af sine egne romaner, «Løvekvinnen», «Salme ved reisens slutt» og «Falketårnet» som lydbøger for Cappelen Damm. Hans debutbog, "Falketårnet", udkom i høsten 2009 i Den norske Bokklubbens "Mestermøte"-serie, illustreret af Håkon Gullvåg.
Fosnes Hansen og Finn Kalvik indspillede og udgav musikalbummet Neste stasjon Grorud sammen på daWorks i 2010, et musikalsk og tekstlig erindringsværk om opvækst i fælles forstadsmiljø og jernbanemiljø på Grorud gennem to generationer, fra 1950-erne og frem til 1980'erne. For teksterne til albummet vandt han Spellemannprisen 2010 i klassen tekstforfatter. Albummet blev desuden nomineret i klassen viser.

## Udgivelser

### Romaner
- Falketårnet (1985)
- Salme ved reisens slutt (1990)
- Beretninger om beskyttelse (1998)
- Løvekvinnen (2006)
- Et hummerliv (2016)

### Antologier
- Amor Roma, digtantologi (red.) 1989

### Faglitteratur
- Underveis, portræt af prinsesse Märtha Louise (2001)
- Kokebok for Otto, kogebog (2005)

### Musikalbum
- Neste stasjon Grorud, sammen med Finn Kalvik (2010)

## Priser
- Scheiblers legat 1986
- Riksmålsforbundets litteraturpris 1990
- P2-lytternes romanpris 1998, for Beretninger om beskyttelse
- Bokhandlerprisen 1998, for Beretninger om beskyttelse
- Bokhandlerprisen 2006, for Løvekvinnen
- Cappelenprisen 2006 for Løvekvinnen delt med Torbjørn Færøvik
- Spellemannprisen 2010 i klassen tekstforfatter for teksterne til musikalbummet Neste stasjon Grorud